# Endophthora omogramma
Endophthora omogramma är en fjärilsart som beskrevs av Edward Meyrick 1888. Endophthora omogramma ingår i släktet Endophthora och familjen äkta malar. Inga underarter finns listade i Catalogue of Life.